# كاسبر نيلسن (لاعب كرة قدم)
كاسبر نيلسن (بالدنماركية: Casper Nielsen)‏ هو لاعب كرة قدم دنماركي، ولد في 29 أبريل 1994 في إيسبيرغ في الدنمارك. شارك مع منتخب الدنمارك تحت 21 سنة لكرة القدم. أما مع النوادي، فقد لعب مع نادي إيسبيرغ.

## وصلات خارجية
- كاسبر نيلسن على موقع الاتحاد الأوربي (الإنجليزية)
- كاسبر نيلسن على موقع قاعدة بيانات كرة القدم.إي يو (الإنجليزية)
- كاسبر نيلسن على موقع Soccerbase.com (لاعب) (الإنجليزية)
- كاسبر نيلسن على موقع Soccerway.com (الإنجليزية)
- كاسبر نيلسن على موقع عالم كرة القدم.نت (الإنجليزية)
- كاسبر نيلسن على موقع أوليمبيديا (الإنجليزية)